# Coleophora binotapennella
Coleophora binotapennella é uma espécie de mariposa do gênero Coleophora pertencente à família Coleophoridae.